# Umberto Boccioni
 Umberto Boccioni  (Reggio di Calabria, 19 de outubro de 1882 – Verona, 17 de agosto de 1916) foi um pintor e escultor italiano, do movimento futurista. É talvez o mais célebre futurista italiano.
Em 1901 transfere-se para Roma, juntamente com sua família. Realizou atividades de ilustrador e produtor de cartazes. Com cerca de vinte anos, conhece Gino Severini, com quem frequenta a Porta Pinciana, o estúdio do pintor divisionista Giacomo Balla.
Em 1906, vai a Paris, onde estuda a pintura impressionista e pós-impressionista. Posteriormente, visita a Rússia. Em abril de 1907, inscreve-se na Scuola libera del Nudo del Regio Istituto di Belle Arti, em Veneza. No final de 1907, instala-se em Milão. Durante esses anos de formação, visita muitos museus e galerias de arte  Seus diários expressam sua admiração pela pintura renascentista - de Giovanni Bellini, Lorenzo Ghiberti, Leonardo, Michelangelo e outros.  No entanto, a grande arte renascentista tornar-se-á alvo preferencial dos ataques futuristas contra o "passadismo".Essa recusa da antiga arte não será, evidentemente, isenta de ambivalências. É exemplar o caso de Michelangelo, sobre o qual Boccioni escreve em La pittura futurista (1911) : "Só poderá negar Michelangelo o sublime ignorante futuro ou aquele que se rebela por tê-lo adorado demais! É, de fato, doloroso separar-se e negar esse gênio que foi, no passado, o maior abstrato que se expressou por meio do concreto!" 
Em Milão, após o encontro com os divisionistas e com Filippo Tommaso Marinetti, escreve, juntamente com Carlo Carrà, Luigi Russolo, Giacomo Balla e Gino Severini, o  Manifesto dos pintores futuristas (publicado oficialmente em 11 de fevereiro de 1910), que se seguiu ao ''Manifesto del futurismo (1909). O objetivo do artista moderno deveria ser, segundo os redatores do manifesto, libertar-se dos modelos e das tradições figurativas do passado para voltar-se resolutamente ao mundo contemporâneo, dinâmico, vivaz, em contínua evolução. 
Em 1911, Boccioni encontra os cubistas em Paris. Embora influenciado por eles, Boccioni, que sempre evitou as linhas retas, criticava a arte cubista pela ausência de movimento.
Começa a realizar esculturas a partir de 1912. A maioria de suas obras era realizada em gesso, e muitas foram destruídas. A sua escultura Formas Únicas de Continuidade no Espaço é um marco do movimento futurista e da cultura do modernismo europeu, sinónimo de vanguarda e inovação, colocando-o na linha de frente da História de Arte da primeira metade do século XX. A escultura aparece no verso de algumas moedas italianas.
Boccioni publicou diversos textos sobre a estética futurista, destacando-se o livro  Pittura scultura futuriste - dinamismo plastico, (1914), que concentra todo o ideário artístico do movimento. 
Em 1915 a Itália entra em guerra. Boccioni, interventista (favorável à participação italiana na Primeira Grande Guerra), se alista como voluntário juntamente com um grupo de artistas, alguns certamente influenciados pela tese enunciada por Marinetti, segundo o qual a guerra é "a única higiene do mundo". 
Em 17 de agosto de 1916, durante exercícios militares em Chievo, frazione de Verona, seu cavalo se assusta diante de um caminhão. Boccioni é derrubado e tem o crânio fraturado. Morre nesse mesmo dia. 

## Galeria

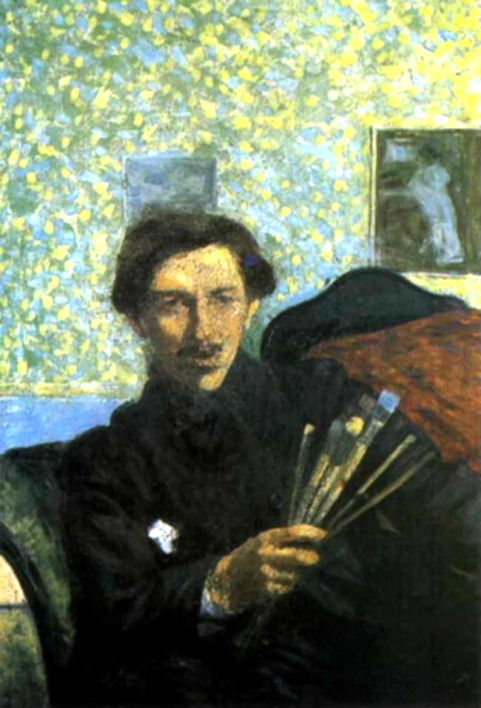
Auto-retrato
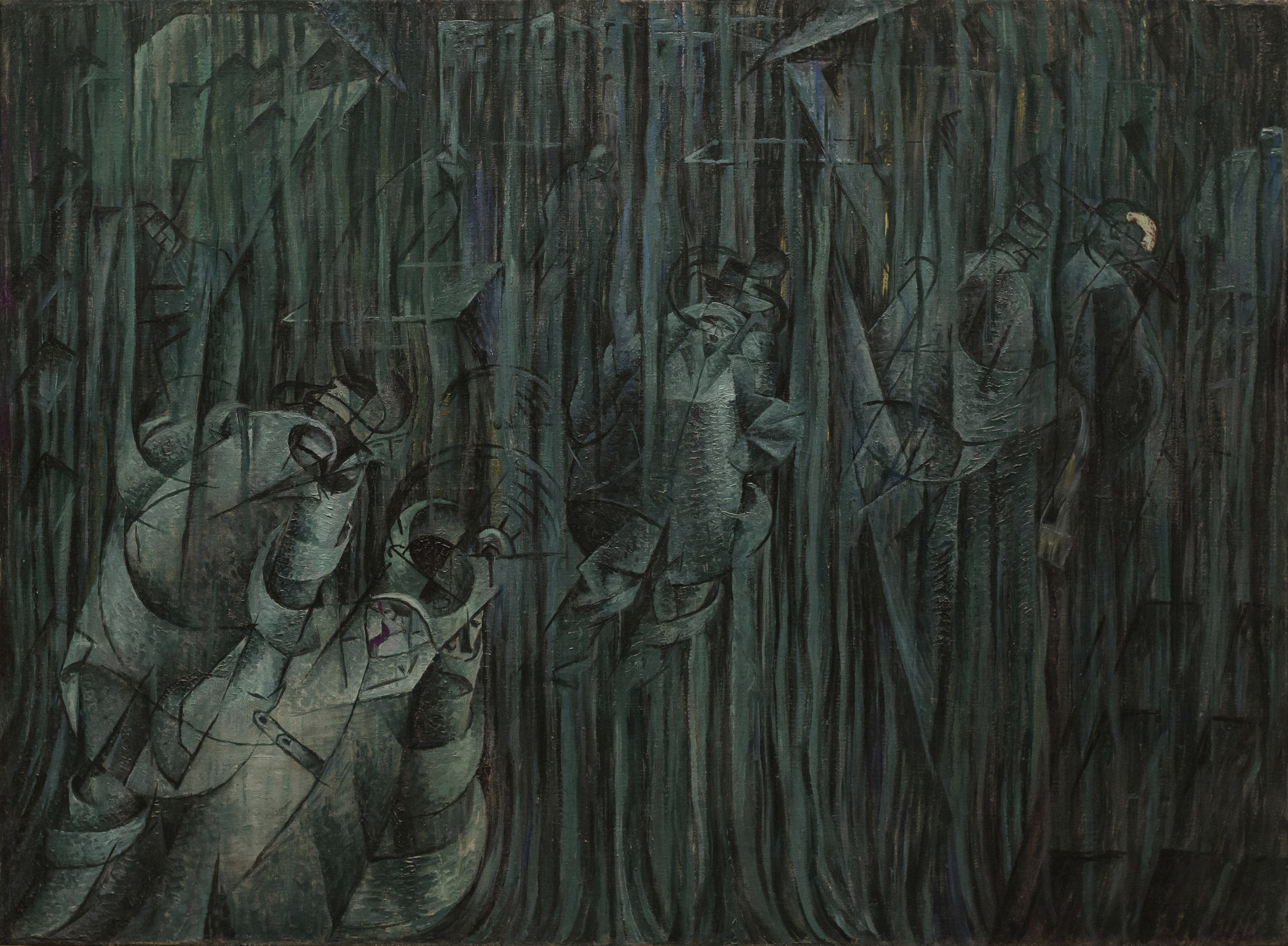
Estados de Alma III - Aqueles que permanecem, 1911, MoMA, Nova York
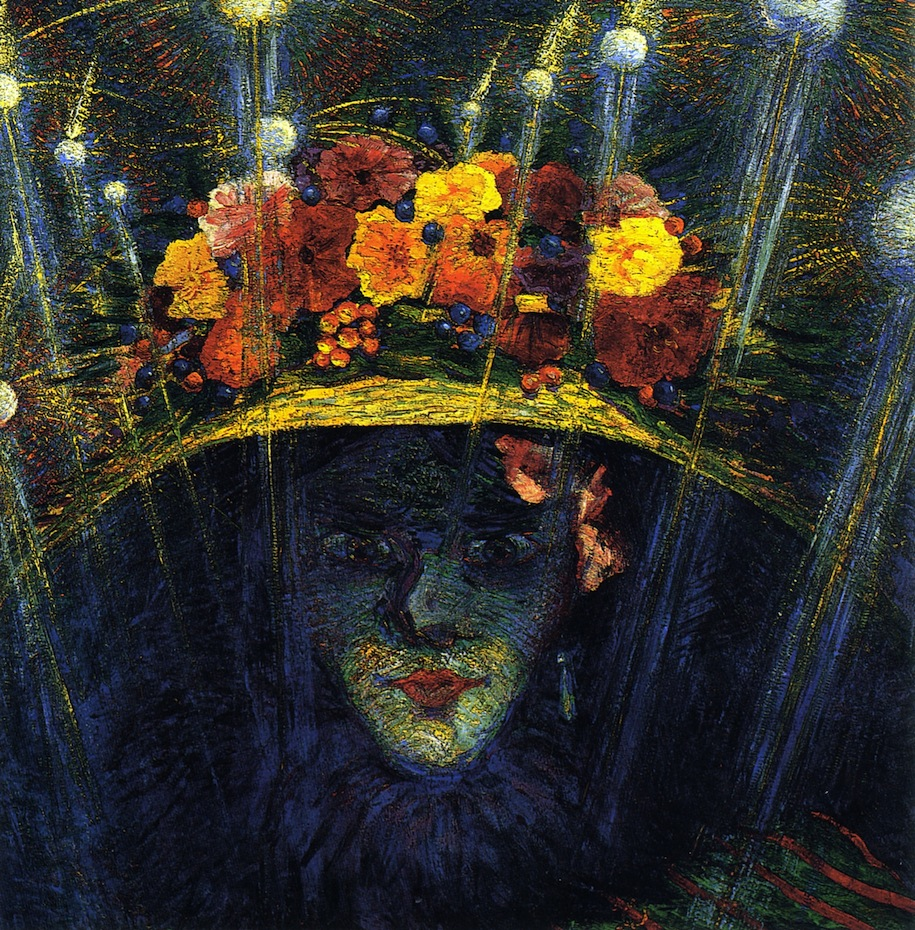
Ídolo Moderno , 1911, Estorick Collection of Modern Italian Art, Islington, Londres
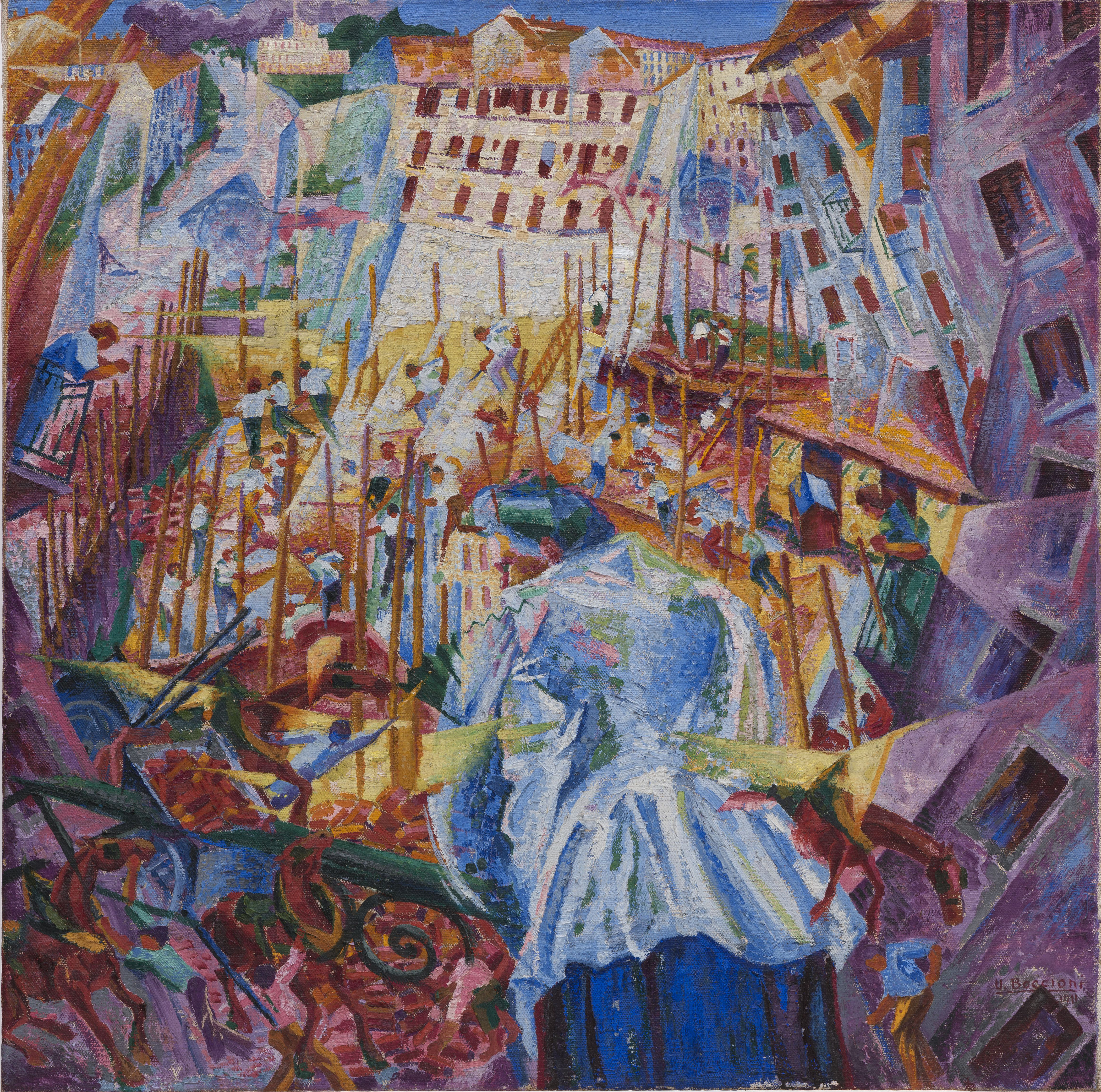
A rua entra na casa, 1911, Sprengel-Museum, Hanover
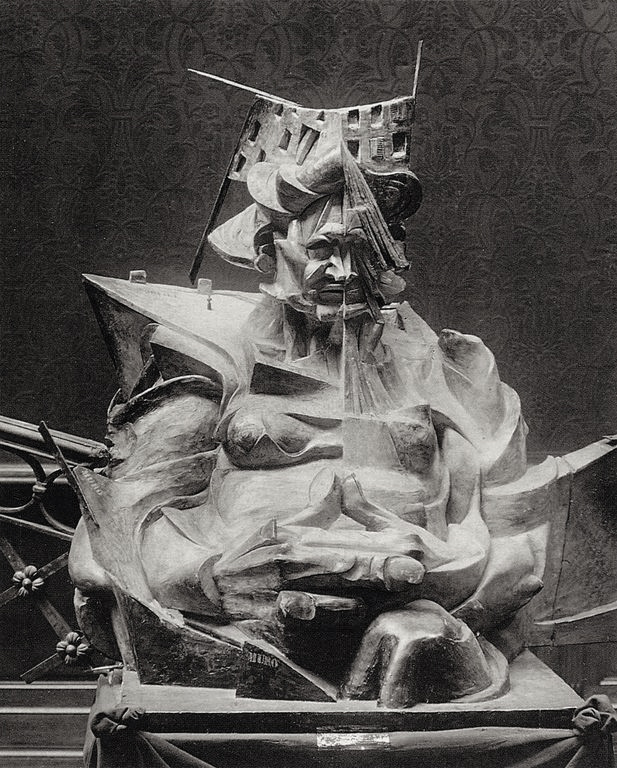
Cabeça + Casa + Luz, 1912, escultura destruída
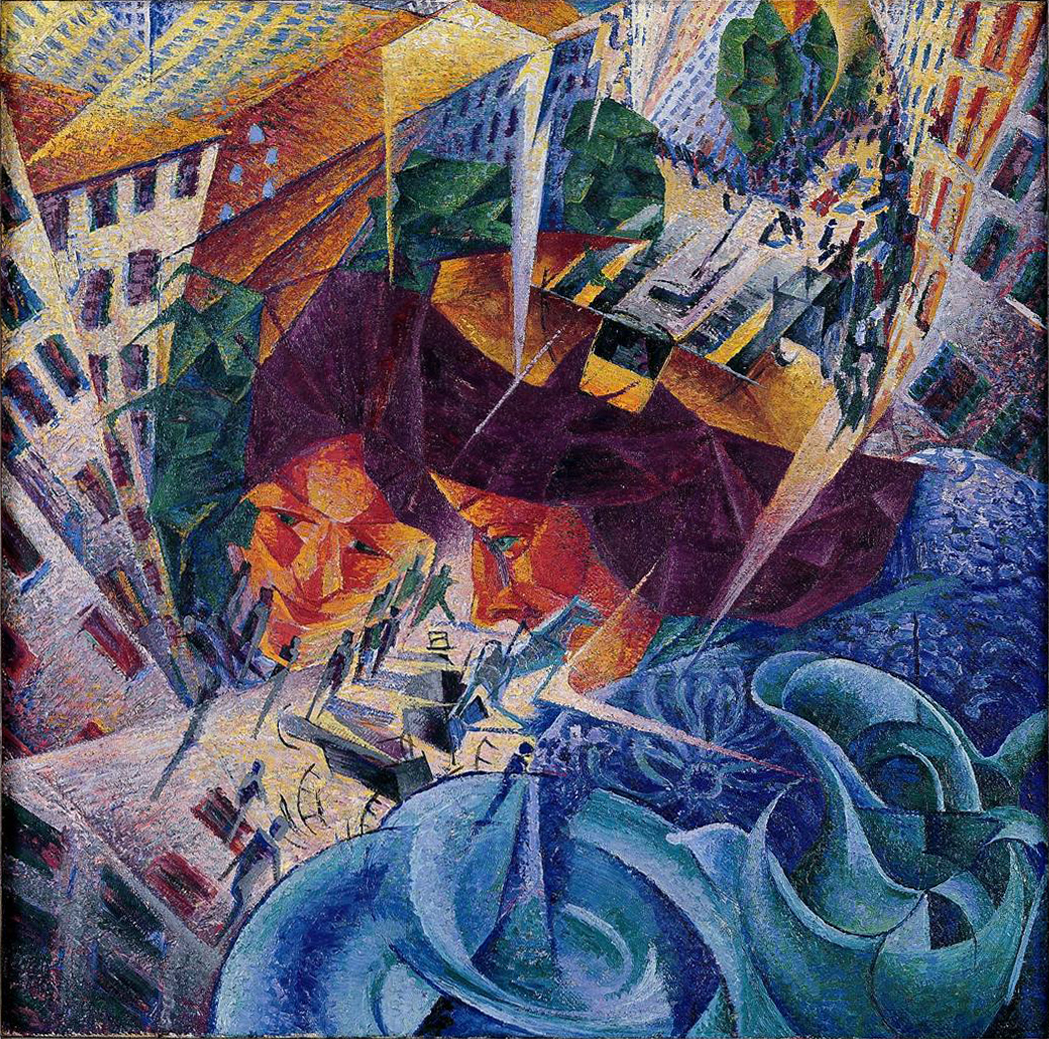
Visões simultâneas, 1912, Von Der Heydt Museum, Wuppertal
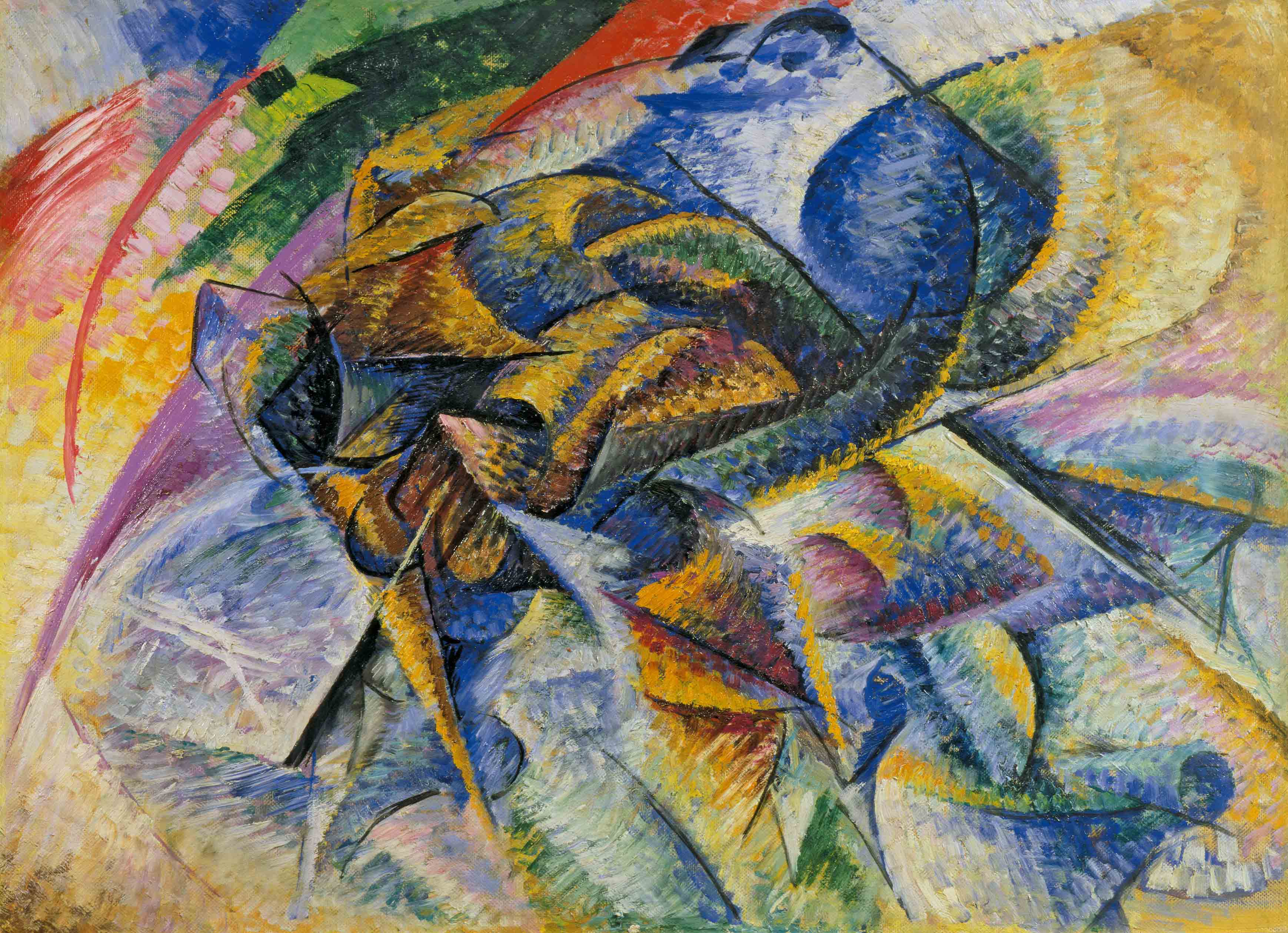
Dinamismo de um ciclista, 1913, Coleção Peggy Guggenheim, Veneza
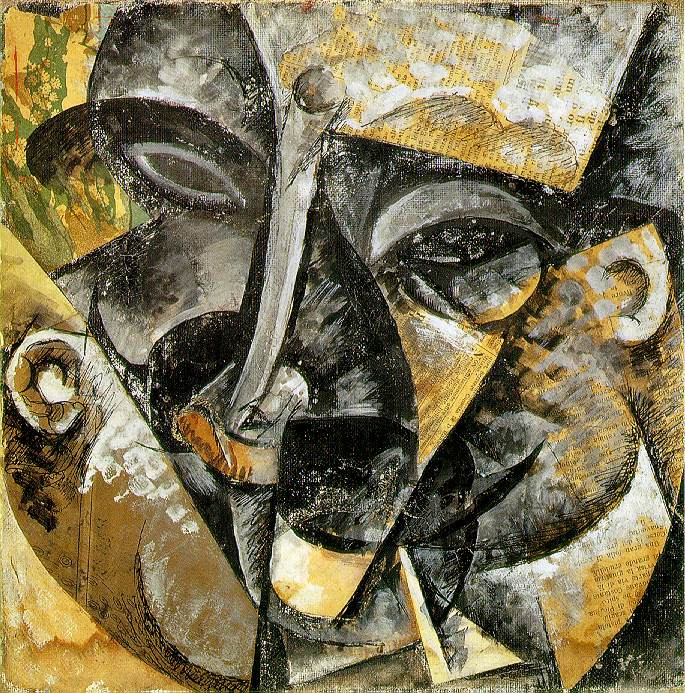
Dinamismo de uma cabeça de homem, 1913, coleção particular
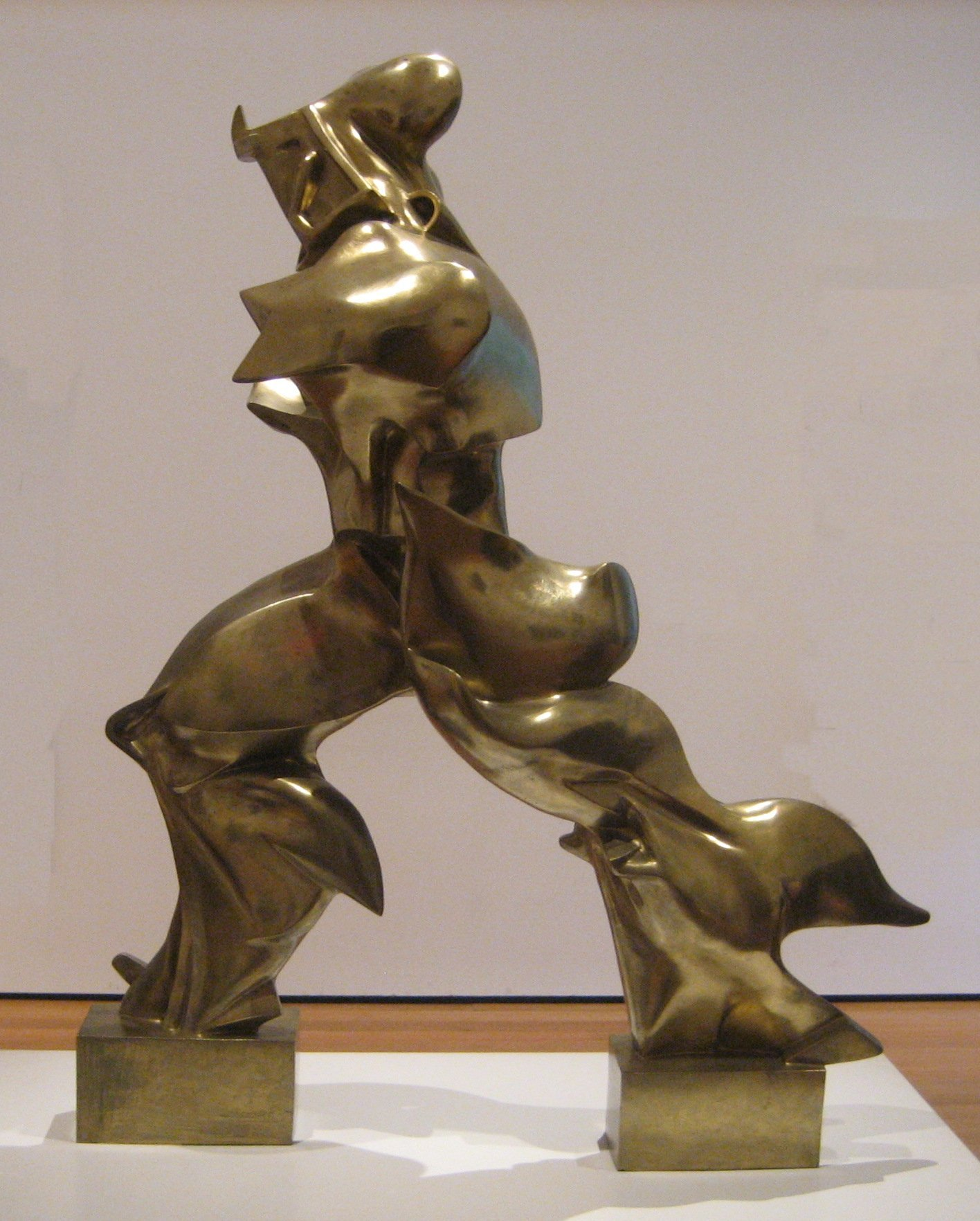
Formas Únicas de Continuidade no Espaço, 1913
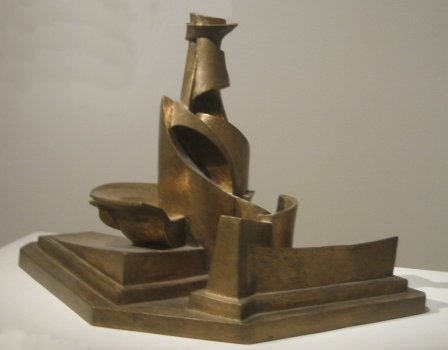
Desenvolvimento de uma garrafa no espaço, 1913, Metropolitan Museum of Art, Nova York
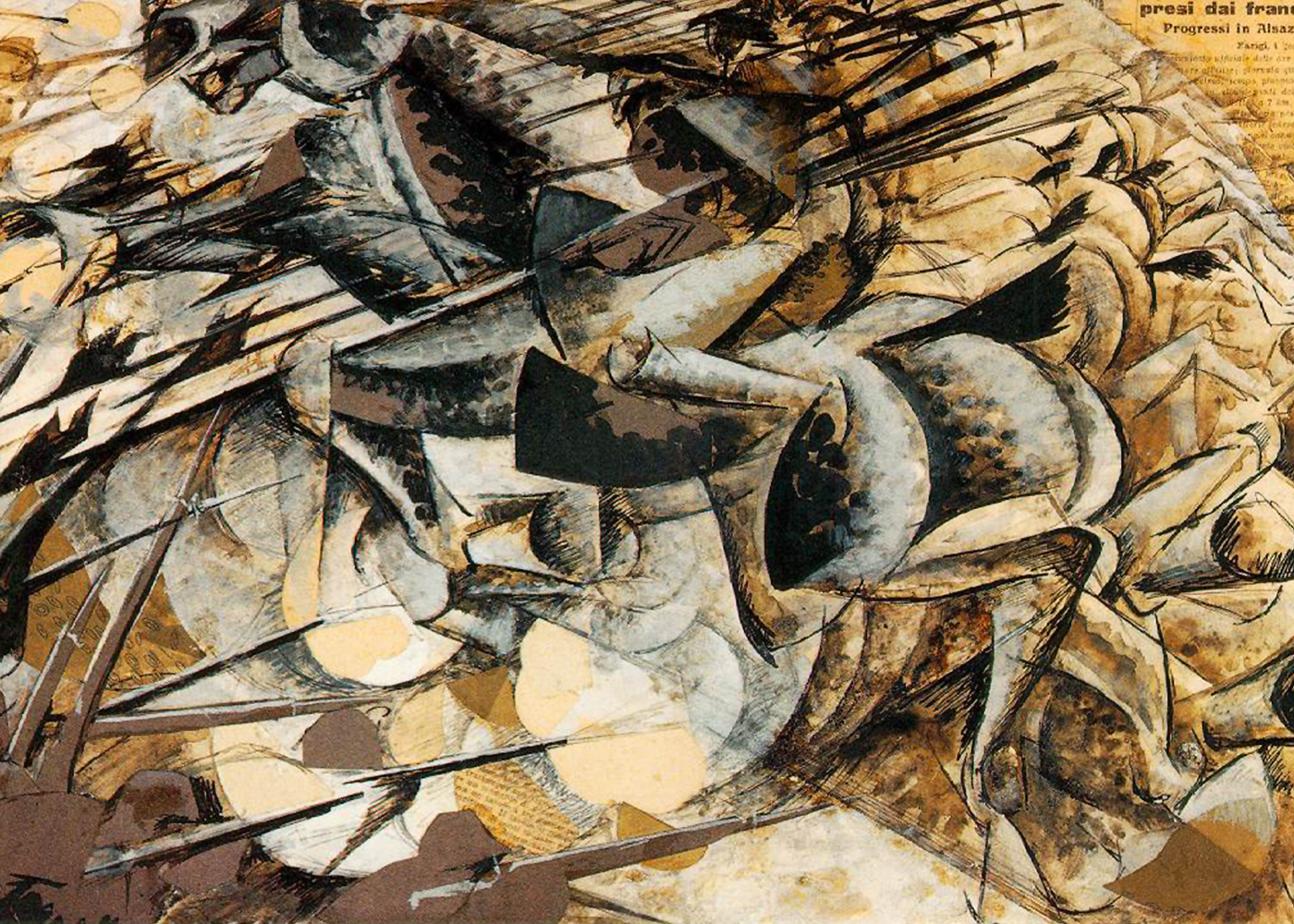
Carga dos Lanceiros, 1915, Coleção Riccardo e Magda Jucker, Milão
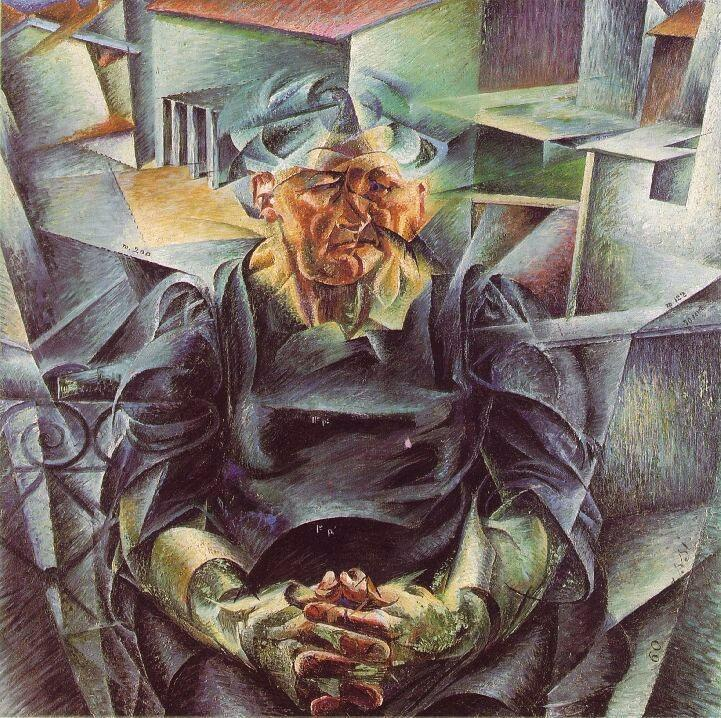
Volumes horizontais , 1915